# Melkkoker

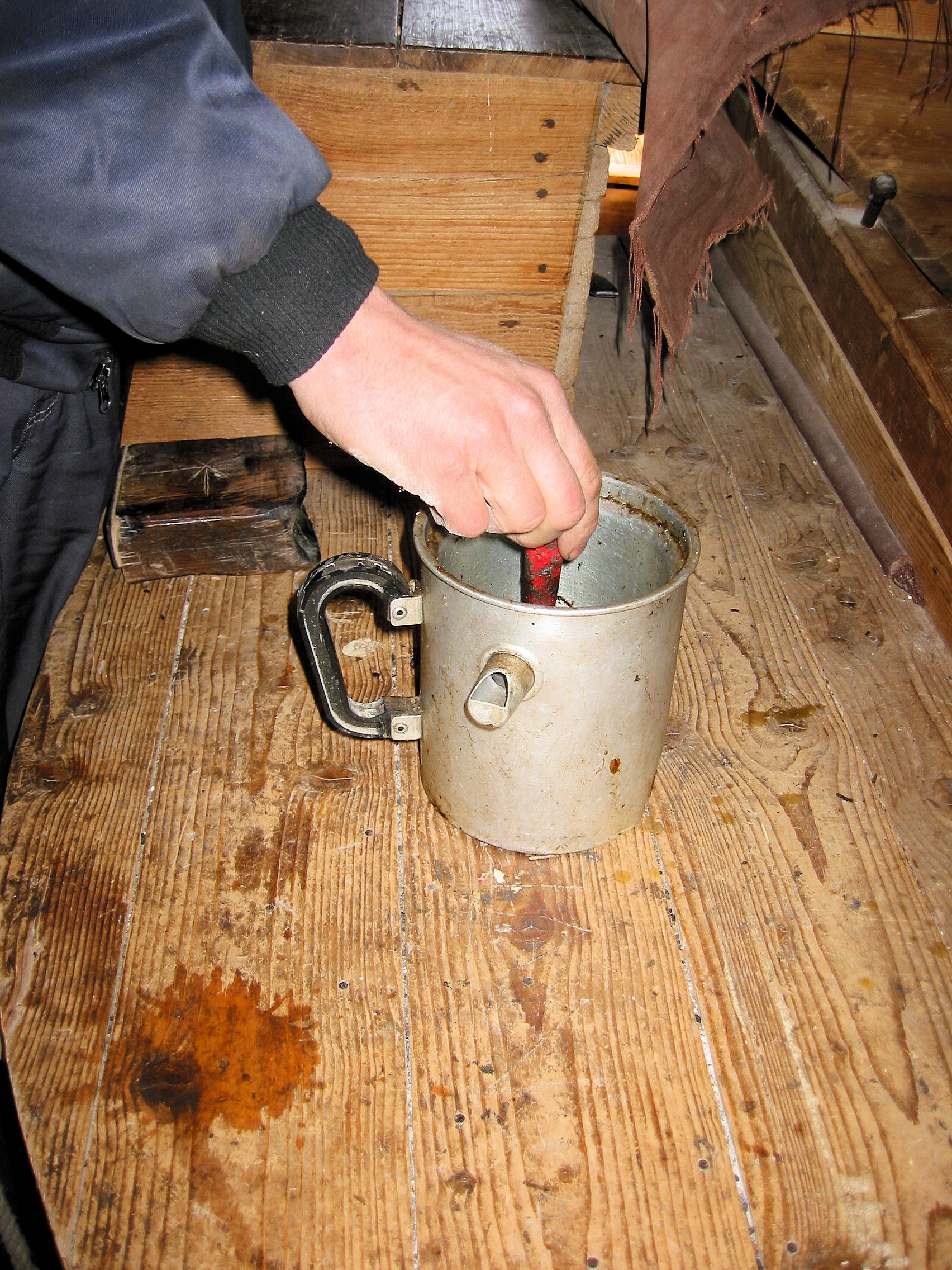
Dubbelwandige melkkoker. Hier gebruikt voor het smelten van bijenwas

Een melkkoker is een enkel- of dubbelwandige, hoge pan waarin melk gekookt kan worden. In de dubbele wand wordt water gedaan, waardoor deze werkt volgens het au bain-marie-principe, en de melk niet kan overkoken en/of aanbranden. Ook is er bij deze melkkoker een speciaal tuitje aangebracht, waardoor de melkkoker gaat fluiten op het moment dat het water kookt.
 Ook voor andere toepassingen kan deze pan worden gebruikt, zoals het bereiden van sauzen of het smelten van chocolade of bijenwas.
Oorspronkelijk was de pan bedoeld om rauwe melk te koken en zo te steriliseren.

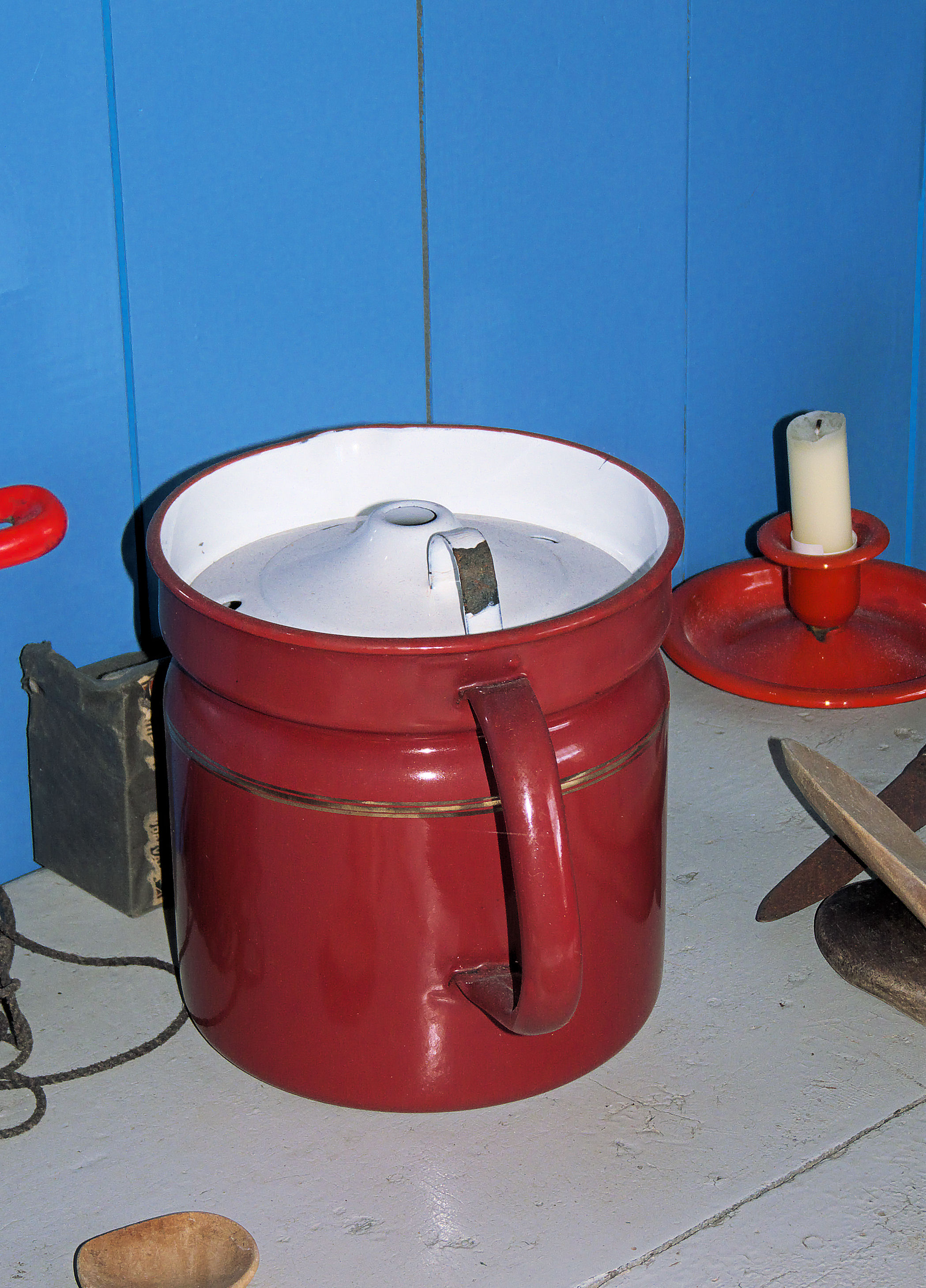
Enkelwandige melkkoker